# Rio Jacarecica
O rio Jacarecica é um rio brasileiro que banha o estado de Sergipe.
É um dos principais afluentes do rio Sergipe, pela margem direita.